# Matija Christian
Pour les articles homonymes, voir Christian.
 (janvier 2018).
Matija Christian est un homme politique du début du XVIIIe siècle en Slovénie, lorsque le pays était sous domination du Saint-Empire romain germanique. Il est devenu maire de Ljubljana en 1726. Son mandat, l'un des plus longs de l'histoire de la ville, dura 12 ans. Il a été remplacé par Anton Raab en 1738.